# NGC 7041A
NGC 7041A (другие обозначения — PGC 66519, ESO 235-84, IRAS21144-4836) — спиральная галактика с перемычкой (SBd) в созвездии Индеец.
Этот объект не входит в число перечисленных в оригинальной редакции «Нового общего каталога» и был добавлен позднее.